# Transplant
Pour l’article homonyme, voir Transplant Québec.

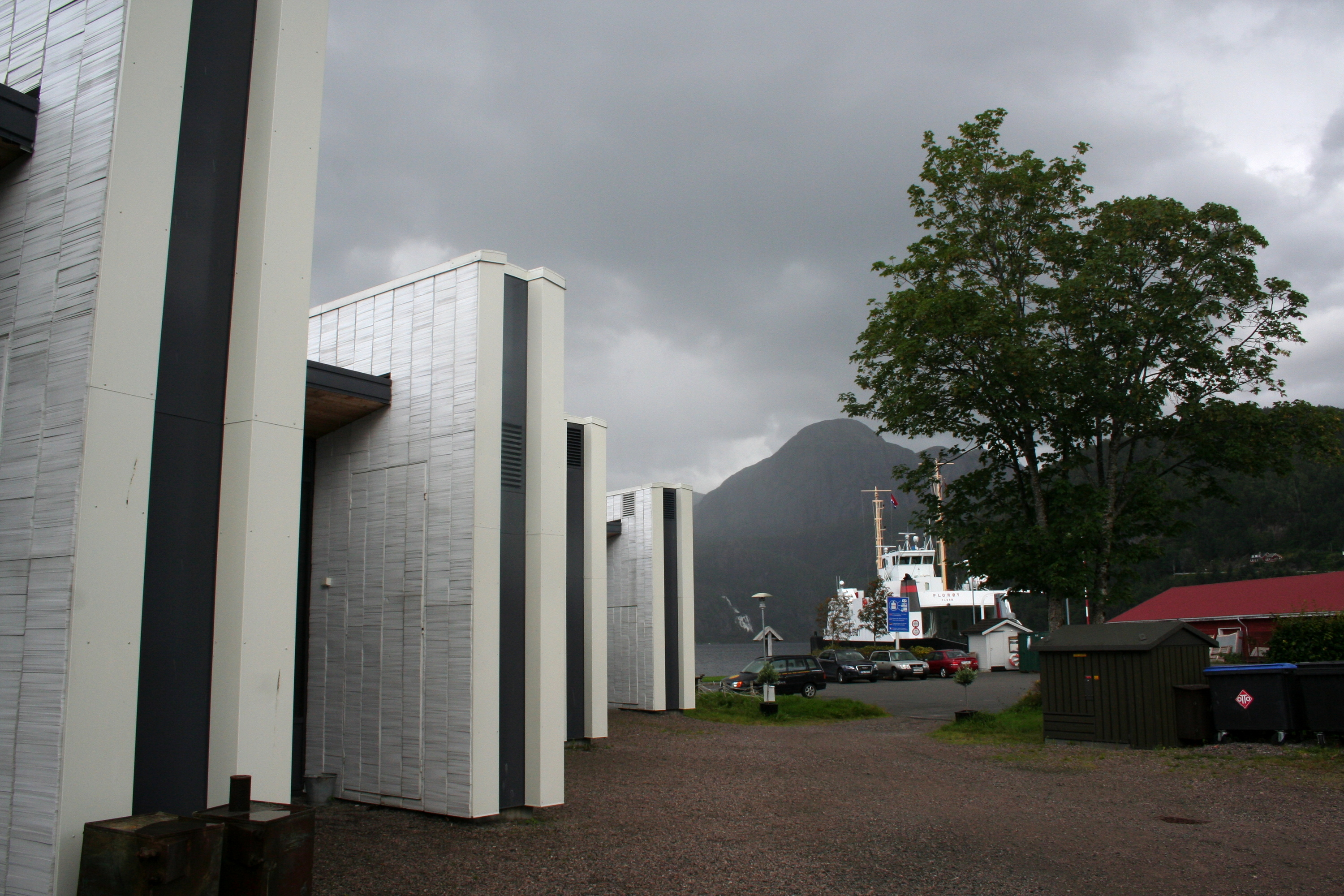
Bâtiment du centre de design Transplant, à Dale (Fjaler) en Norvège

Transplant est un lieu de création et de compétences spécialisé dans le design et situé à Dale, sur la commune de Fjaler en Norvège.
Le bâtiment, dessiné par Attila Eris, de l'atelier Renzo Piano, et construit en 2007, donne sur le fjord Dalsfjord. 

Il héberge une matériauthèque, Nordic Materials, qui permet à des professionnels des pays scandinaves ou plus éloignés de se documenter sur les matériaux innovants.

Il a accueilli de nombreux artistes en résidence, tels Auger & Loizau, Mathieu Lehanneur, Geneviève Gauckler, Marc Bretillot, Marco Godinho, David Renaud, Jean-Christophe Norman, Rita Marhaug, le laboratoire Ideal Lab et le studio de design Ralston & Bau.